# Municipio de North Yocum
El municipio de North Yocum (en inglés: North Yocum Township) es un municipio ubicado en el condado de Carroll en el estado estadounidense de Arkansas. En el año 2010 tenía una población de 364 habitantes y una densidad poblacional de 10,79 personas por km².

## Geografía
El municipio de North Yocum se encuentra ubicado en las coordenadas 36°28′24″N 93°27′17″O / 36.47333, -93.45472. Según la Oficina del Censo de los Estados Unidos, el municipio tiene una superficie total de 33.72 km², de la cual 33,68 km² corresponden a tierra firme y (0,13 %) 0,04 km² es agua.

## Demografía
Según el censo de 2010, había 364 personas residiendo en el municipio de North Yocum. La densidad de población era de 10,79 hab./km². De los 364 habitantes, el municipio de North Yocum estaba compuesto por el 98,08 % blancos, el 0,55 % eran afroamericanos y el 1,37 % eran de una mezcla de razas. Del total de la población el 0,55 % eran hispanos o latinos de cualquier raza.